# برايان باترفيلد
برايان باترفيلد (بالإنجليزية: Brian Butterfield)‏ هو لاعب كرة قاعدة أمريكي، ولد في 9 مارس 1958 في بانجور في الولايات المتحدة.

## وصلات خارجية
- برايان باترفيلد على موقعبيزبول رفرنس.كوم (الدوري الثانوي) (الإنجليزية)